# Bisdom Ardagh en Clonmacnoise
Het Bisdom Ardagh en Clonmacnois (Latijn: Dioecesis Ardachadensis et Cluanensis, Iers: Deoise Ardach agus Chluain Mhic Nóis) is een Iers rooms-katholiek bisdom. Het huidige bisdom ontstond in 1756 toen de bisdommen Ardagh en Clonmacnois werden samengevoegd. 
Van Ardagh is geen exacte stichtingsdatum  bekend, wel is bekend dat Sint Patrick een kerk heeft gebouwd op een plaats Ardachadh genaamd. Sint Mel, volgens sommigen een neef van Sint Patrick, was bisschop van dit bisdom. Hij is nu de patroonheilige van het bisdom. Clonmacnoise zou in de negende eeuw als bisdom zijn gesticht. Het klooster in die plaats dateert echter al uit de zesde eeuw.
Het bisdom telt 41 parochies. Het bisdom ressorteert onder het Aartsbisdom Armagh. Het omvat het grootste deel van County Longford en County Leitrim en delen van County Cavan, County Offaly, County Roscommon, County Sligo en County Westmeath. De bisschop zetelt in Longford.

## Kathedraal
.

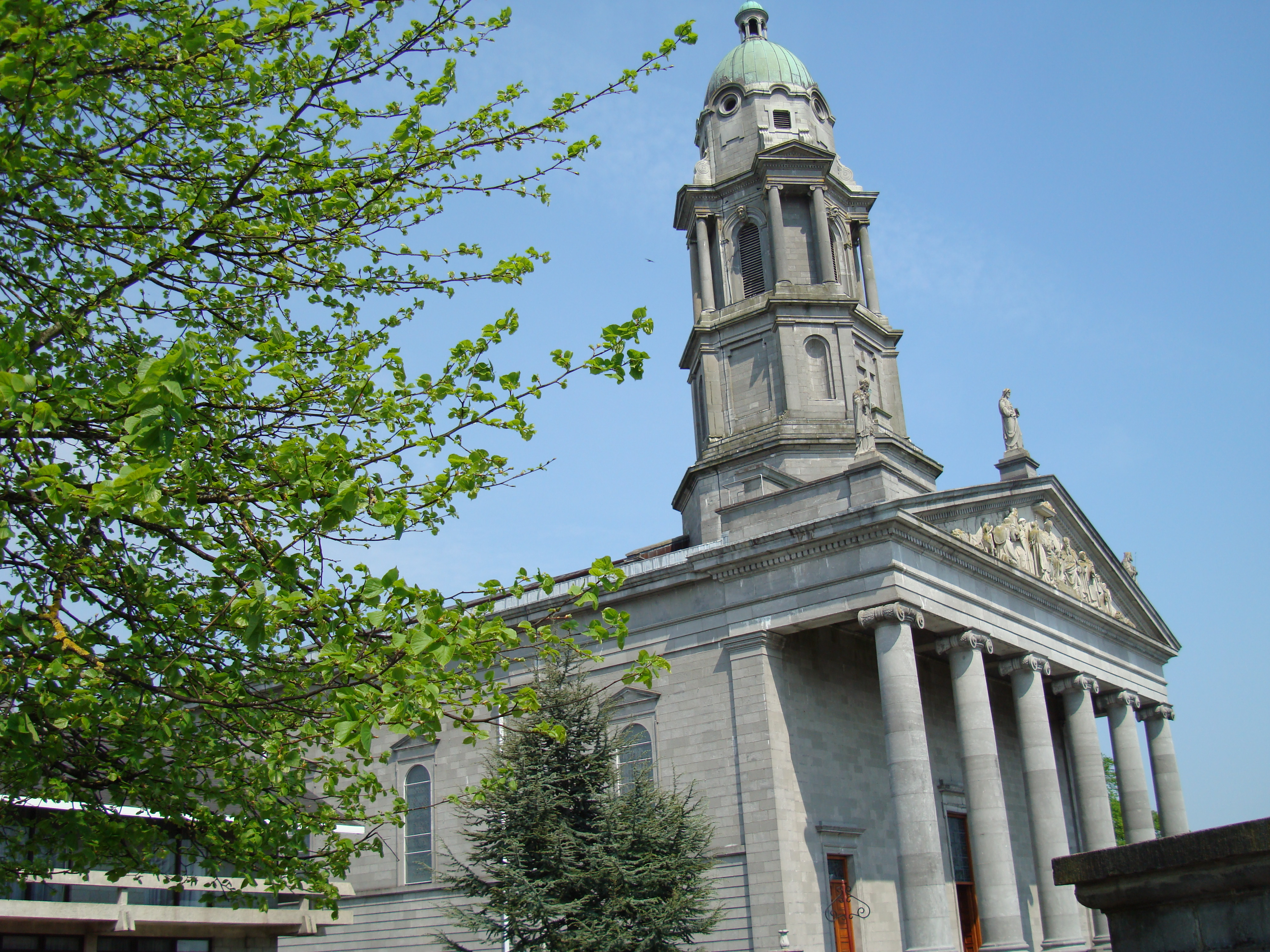
Kathedraal in Longford

De kathedraal van het bisdom, gewijd aan Mél van Ardagh staat in Longford. Het gebouw werd gebouwd tussen 1840 en 1856. Pas in 1893 werd de kerk ingewijd. Tijdens kerstnacht in 2009 raakte het gebouw in brand waarbij het voor een groot gedeelte afbrandde. Pas in 2014 werd de kerk weer in gebruik genomen.